# Nyamambe
Nyamambe är ett periodiskt vattendrag i Burundi.   Det ligger i provinsen Ruyigi, i den centrala delen av landet, 90 km öster om huvudstaden Bujumbura.
Omgivningarna runt Nyamambe är en mosaik av jordbruksmark och naturlig växtlighet. Runt Nyamambe är det ganska tätbefolkat, med 100 invånare per kvadratkilometer.